# Marie-Antoinette de Habsbourg-Toscane
Pour les articles homonymes, voir Marie-Antoinette d'Autriche (homonymie).
L'archiduchesse Marie-Antoinette de Habsbourg-Toscane (13 juillet 1899 - 22 octobre 1977) est la fille de Léopold Salvator de Habsbourg-Toscane et de Blanche de Bourbon. Elle est un membre de la branche toscane de la Maison de Habsbourg-Lorraine. 

## Jeunesse
L'archiduchesse Marie-Antoinette de Habsbourg-Toscane est née le 13 juillet 1899 à Zagreb, qui faisait alors partie de l'Autriche-Hongrie. Elle est la sixième des dix enfants de l'archiduc Léopold Salvator de Habsbourg-Toscane (1863-1931) et de son épouse Blanche de Bourbon (1868-1949). Elle est baptisée Maria Antonia Roberta Blanka Leopoldina Karole Josepha Raphaela Michaela Ignatia Aurelia, mais elle est surnommée Mimi par sa famille. Son parrain est son grand-oncle le duc Robert de Parme tandis que sa marraine est l’épouse de Robert, l’infante Antonia de Portugal (qui lui donne son prénom). 
L'archiduchesse grandit dans la dernière période de la monarchie des Habsbourg. Elle est élevée avec ses nombreux frères et sœurs dans les différentes propriétés appartenant à ses parents. Ils vivent entre le palais Toskana à Vienne et le Schloss Wilhelminenberg à la campagne. Les vacances sont passées en Italie où Blanche possède une propriété rurale près de Viareggio. La quatrième de cinq sœurs, l'archiduchesse Marie-Antoinette est élevée avec sa sœur cadette Assunta. Alors que ses trois sœurs aînées, les archiduchesses Dolores, Marie-Immaculée et Marguerite sont d'un tempérament plutôt docile, les deux cadettes sont plus rebelles et se heurtent souvent à leur mère. 

## Exil
L'archiduchesse Marie-Antoinette a dix-neuf ans à la chute de la monarchie des Habsbourg. La fin de la Première Guerre mondiale marque un net recul de la prospérité de sa famille. Le gouvernement républicain a en effet confisqué les propriétés des Habsbourg et la famille a donc perdu toute sa fortune . Ses frères aînés, les archiducs Rainer et Léopold, restent en Autriche et reconnaissent la nouvelle république. Le reste de la famille déménage en Espagne en janvier 1919. Ils s'installent à Barcelone et vivent simplement avec des moyens très limités. 
Pendant son séjour à Barcelone, Marie-Antoinette s'est de plus en plus tournée vers la religion. Bien que ses deux parents soient des catholiques pratiquants, ils trouvent sa ferveur religieuse inquiétante, en particulier parce qu'Assunta suit son exemple. L'archiduchesse Marie-Antoinette souhaite devenir religieuse, mais sa mère pense qu'elle n'en a ni la vocation ni le tempérament. Pour la faire réfléchir, ses parents l'emmènent à Majorque. En même temps, Blanche et son mari voulent voir s'il y a des biens à réclamer de l'oncle de l'archiduc, Louis Salvador, mort sans descendance dix ans plus tôt. La famille découvre qu'il ne reste plus rien dont ils auraient pu hériter. Marie-Antoinette abandonne rapidement son intention de devenir religieuse. Elle est en effet tombée amoureuse de Ramon Orlandis y Villalonga (1896-1936), qui appartient à la petite noblesse espagnole, mais qui, comme l'archiduchesse, manque de fortune personnelle. Son père a de plus perdu son titre lorsqu'il n'a pas pu payer les impôts de la noblesse. Le mariage a lieu à Barcelone le 16 juillet 1924. Le couple s'installe à Majorque avec leurs cinq enfants : 
- Blanca Maria (1926-1969) se marie en 1948 avec Raul Ereñu (1908-1969). Ils ont cinq enfants.
- Juan, baron de Pinopar (1928-1977) épouse en 1951 Hildegarde Bragagnolo (1932). Ils ont huit enfants.
- Maria Antonia (1929-1991).
- Isabel (1931) épouse en 1954 Fausto Morell, marquis de Sollerich (1926-2003). Ils ont six enfants.
- Alfonsina (1936) épouse en 1981 Joaquín Zaforteza (né en 1930).

Son mari meurt pendant la guerre civile en 1936. Veuve avec cinq enfants, l'archiduchesse émigre en Amérique du Sud. En 1942, en Uruguay, elle épouse Don Luis Perez Sucre, né en Argentine (1899-1950). Il meurt huit ans plus tard. L'archiduchesse Marie-Antoinette décède au Brésil en 1977. 